# Urbs beata Jerusalem dicta pacis visio
Urbs beata Jerusalem dicta pacis visio is de eerste lijn van de gelijknamige hymne in het Latijn. 
De oudste versie is een Rooms-katholieke en dateert van de 7e of 8e eeuw. In oorsprong werd de hymne gezongen tijdens de liturgie van de kerkwijding. Inhoudelijk is een parafrasering te herkennen van bijbelteksten afkomstig uit de Brief van Paulus aan de Efeziërs, hoofdstuk II, vers 20; de Eerste brief van Petrus, hoofdstuk II, vers 5 en het XXIe hoofdstuk van de Apocalyps.
De hymne bestaat uit acht strofen gevolgd door een doxologie. De eerste vier strofen werden gezonden tijdens de Metten en de Vespers, respectievelijk in de ochtend en de avond. De laatste vier strofen met de doxologie werden gezongen tijdens de Lauden in de namiddag.

## Roomse versies
De rijmvers in de oudste versie was een trochee. Paus Urbanus VIII liet de verzen herschrijven zodat de rijmvers een jambe werd (17e eeuw). Zo werd de eerste strofe gewijzigd van ‘Urbs beata Jerusalem dicta pacis visio’ in ‘Coelestis urbs Jerusalem beata pacis visio’ en de vijfde strofe ‘Angulus fundamentum lapis Christi missus est’ werd bijgevolg ‘Alto ex Olympi vertice summi parentis filius’.
Na de 17e eeuw verschenen er nog andere herschreven versies, zowel in tekst als in metriek.

## Anglicaanse versie
In de Anglicaanse traditie werd de hymne bekend en gezongen als ‘Blessed city, heavenly Salem, vision dear of peace and love’. De hymne heeft, zoals in het Latijn, acht strofen gevolgd door een doxologie. Soms wordt de hymne beperkt tot de vier eerste strofen. De vijfde strofe en volgende worden dan apart gezongen onder de naam ‘Christ is made the sure foundation, Christ the head and cornerstone’.